# Grove Green
Grove Green est un village du Kent, en Angleterre.